# مشرفة نفي (الدوادمي)
مشرفة نفي، هي قرية من فئة (ب) تقع في محافظة الدوادمي، والتابعة لمنطقة الرياض في السعودية. وتبعد مشرفة نفي عن محافظة الدوادمي بمسافة تقارب () كم.